# Evergreen
En evergreen (engelsk for "stedsegrøn") er i populærmusikken en melodi eller sang, hvis popularitet holder i årevis. På dansk kendes begrebet tilbage til 1940'erne, hvor det især er anvendt om jazzstandarder i bøger som Jazz skal der til af Otto Lington (1941) og Grammofonens "Evergreens" af Knud Hegermann-Lindencrone (1943).. Senere er begrebet udvidet, så det også omfatter andre populærmusikalske genrer som filmmusik, revyviser og sange fra det nyere pop/rockrepertoire.
I den danske kulturkanon fra 2006 indeholder en gruppe på 12 evergreens, der blandt andet omfatter revyvisen "Solitudevej“, flere melodigrandprixsange som "Dansevise", filmmusik som "Duerne flyver“ og "Er du dus med himlens fugle", dansktopsangen "Så længe jeg lever" og et rocknummer som "Under bøgen".